# Трики
 Тази статия е за английският музикант.  За антична Трикала вижте Трика (град).  
Ейдриан Николас Ем Тос (на английски: Adrian Nicholas M. Thaws), познат сценично като Трики (Tricky), е английски музикант и актьор от ямайски произод.
Музиката му прави впечатление със своя мрачен, богат и наслоен звук, както и с шептящия вокален стил шпрехгезанг (от немски: Sprechgesang = изговорена песен). Със смесването на различни форми в изкуството – рок и хип-хоп, високо изкуство и поп култура, той се стреми към сближаване на разнородни общности.
Албумът му Maxinquaye (1995) е номиниран за награда „Мъркюри“ и е гласуван за „Албум на годината“ от списание „Ню Мюзикъл Експрес“ (NME).